# Madura

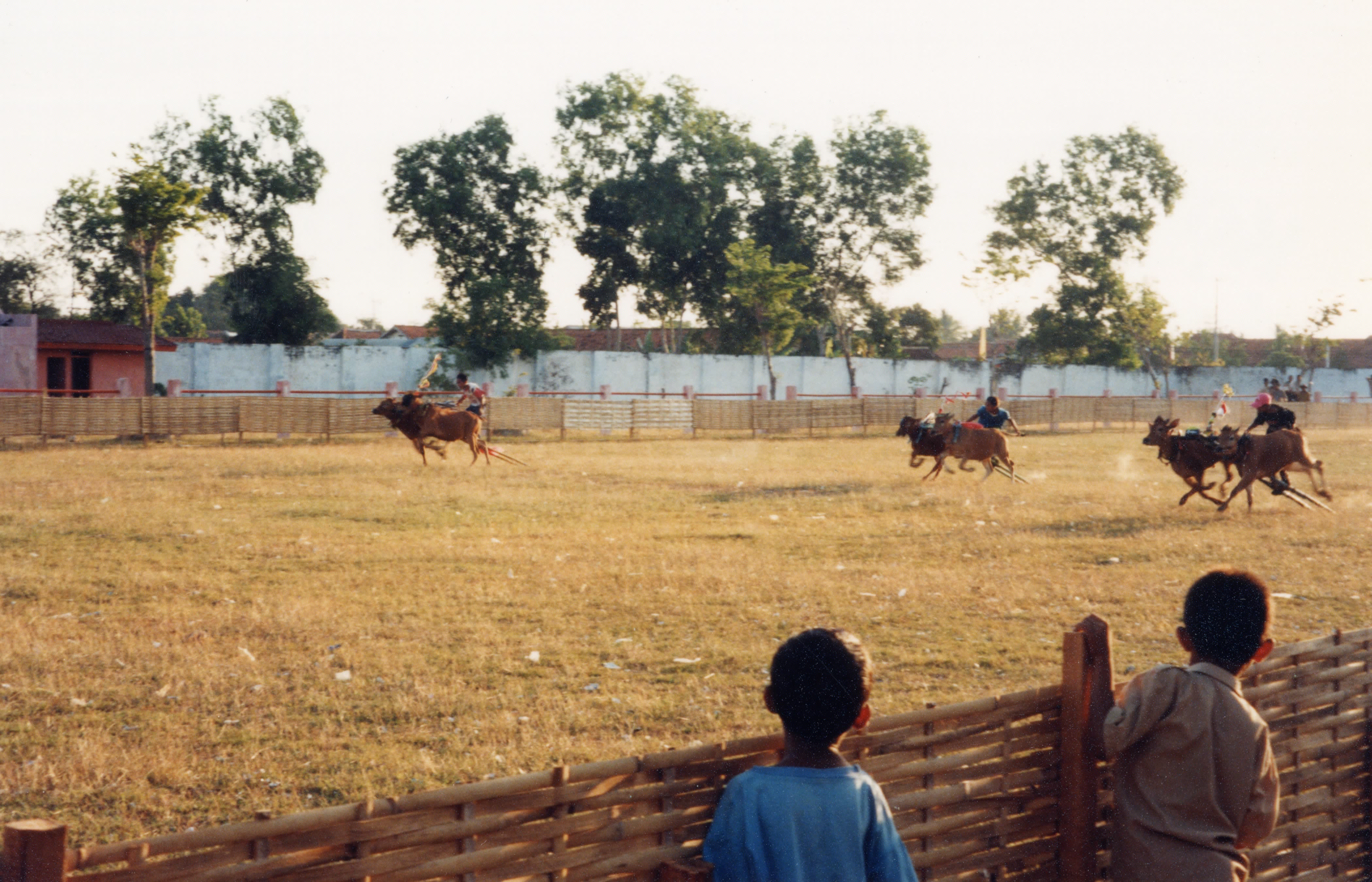
Corsa dei tori a Sumenep, Madura

Madura è un'isola indonesiana al largo della costa nord-orientale dell'isola di Giava, vicino al porto di Surabaya. Le due isole sono separate dallo stretto di Madura, sul quale nel 2009 è stato inaugurato il ponte Suramadu.
Occupa una superficie di circa 4.250 km² ed ha una popolazione di circa quattro milioni di abitanti, gran parte dei quali di etnia Madurese. La lingua principale di Madura è il madurese, che viene parlato anche su molte delle 66 isole circostanti. Madura fa amministrativamente parte della provincia di Giava Orientale.

## Economia
Madura è una delle aree più povere della provincia di Giava Orientale. Contrariamente a Giava, il terreno non è abbastanza fertile da permettere una buona produzione agricola. La carenza di altre opportunità economiche ha portato a povertà e disoccupazione croniche e hanno costretto a emigrare molti maduresi, che sono tra gli indonesiani maggiormente coinvolti nei programmi di trasmigrazione interna governativi verso altre parti del paese.
L'agricoltura di sussistenza è un punto fermo dell'economia. Il mais è la coltivazione chiave di molti piccoli possedimenti terrieri dell'isola. Anche l'allevamento di bestiame riveste particolare importanza nell'economia agricola e fornisce entrate extra alle famiglie contadine, oltre ad essere alla base delle tradizionali competizioni di corsa dei tori di Madura. La pesca su piccola scala è anch'essa un importante fattore di sussistenza.
Il tabacco è il principale prodotto esportato dall'isola, il cui terreno non supporta molte altre coltivazioni alimentari. È importante anche la coltivazione di chiodi di garofano, usati per produrre il kretek (tipica sigaretta indonesiana ai chiodi di garofano). Fin dall'epoca della colonizzazione olandese, Madura è tra i maggiori produttori ed esportatori di sale.
Bangkalan, situata all'estremità occidentale dell'isola, è stata industrializzata sostanzialmente a partire dagli anni 1980. Questa regione si trova a breve distanza da Surabaya, la seconda città dell'Indonesia, è diventata un sobborgo per i pendolari che lavorano a Surabaya e un luogo adatto per sviluppare industrie e servizi vicini alla città. Il ponte Suramadu collega l'isola a Surabaya, è lungo 5,4 km ed è il più lungo dell'Indonesia. Inaugurato nel 2009, ha aumentato l'interazione dell'area di Bangkalan con l'economia regionale.

## Cultura

### Corsa dei tori
Madura è famosa per le sue corse dei tori, nelle quali un fantino, solitamente un ragazzino, guida una semplice slitta di legno trainata da una coppia di tori, su un percorso di circa cento metri in un tempo di 10/15 secondi. In varie città dell'isola si disputano corse ad agosto e settembre di ogni anno, con un gran finale costituito dal Trofeo Presidenziale, che si svolge a Pamekasan a fine settembre o ad ottobre.

### Musica e teatro
Diverse forme di musica e teatro sono popolari a Madura, in particolare tra la popolazione più povera, per la quale costituiscono una forma poco costosa di intrattenimento e di socializzazione. Il teatro topeng, che prevede rappresentazioni mascherate di storie classiche come il Rāmāyaṇa e il Mahābhārata, è la forma di spettacolo madurese più nota fuori dell'isola, a causa del suo ruolo di rappresentante dell'arte madurese nelle manifestazioni di cultura regionale in tutta l'Indonesia. Comunque, questo tipo di spettacoli è raro su Madura, ed è limitato alle grandi occasioni ufficiali. Il meno formale teatro loddrok, dove gli attori non indossano maschere e interpretano un'ampia gamma di temi, è più popolare sull'isola. Simile è il teatro drammatico impostato sulla moderna musica malay, dove le donne recitano accanto agli uomini.
L'orchestra gamelan (nome associato anche al tipo di strumenti usati), tipica di giava, è presente anche a Madura, dove diverse delle ex corti reali come quelle di Bangkalan e Sumenep, possiedono gamelan elaborati. La musica tongtong, più esclusiva di Madura, viene suonata su diversi tamburi in legno o bambù, e spesso accompagna le competizioni di corsa dei tori.